# Torneio Internacional de Angola de 1987
O Torneio Internacional de Angola  foi um torneio de caráter amistoso, realizado em Angola, no ano de 1987.

## Jogos do campeão
- 01 de agosto de 1987

 Flamengo 3 X 0  Seleção de Angola
- 02 de agosto de 1987

 Flamengo 3 X 0   Boavista FC

## Campeão
| Torneio Internacional de Angola de 1987 |
| --------------------------------------- |
| Flamengo Campeão                        |